# Wądroże Wielkie (przystanek kolejowy)
Wądroże Wielkie – nieczynny i praktycznie nieistniejący przystanek osobowy w Wądrożu Wielkim, w województwie dolnośląskim, w Polsce, leżący na nieczynnej od 1975 roku linii 315 łączącej Malczyce z Jaworem.